# Прогресс (Тульская область)
Прогресс — посёлок в Киреевском районе Тульской области России.
В рамках административно-территориального устройства является центром Богучаровского сельского округа Киреевского района, в рамках организации местного самоуправления включается является административным центром Богучаровского сельского поселения.

## География
Расположен в 7 км к юго-западу от города Киреевска.

## Население
| 2002 | 2010 |
| ---- | ---- |
| 363  | ↘317 |